# Tore Holm
Tore Holm (31 ottobre 1977) è un ex calciatore norvegese, di ruolo attaccante.

## Carriera

### Club
Holm debuttò nella Tippeligaen con la maglia del Lillestrøm. Il 13 settembre 1997, infatti, sostituì Tom Gulbrandsen nella vittoria per 1-3 sul campo del Tromsø. Il 1º agosto 1999 segnò la prima rete nella massima divisione norvegese, nel successo per 1-6 in casa dello Stabæk.
Passò poi allo Skeid, in 1. divisjon, per cui esordì il 7 maggio 2000, subentrando a Espen Grina nel pareggio per 3-3 sul campo del Sogndal. Vestì poi le maglie di Ullensaker/Kisa e Høland.